# باشگاه فوتسال صبای قم
باشگاه فوتسال صبای قم یک باشگاه فوتسال ایرانی در شهر قم است، این باشگاه پس از انتقال امتیاز باشگاه فوتسال ارم‌کیش قم در سال ۱۳۹۰ در مسابقات لیگ برتر فوتسال ایران حضور یافت. اما امتیاز این باشگاه نیز در شهریور ۱۳۹۲ به باشگاه فوتسال ماهان تندیس قم انتقال یافت.

## مربیان
- مهدی غیاثی (-۲۸ آذر ۱۳۹۰)[۴]
- حسین گنجیان (۲۸ آذر ۱۳۹۰ -)[۵]